# Ardenne (dipartimento)
Il dipartimento delle Ardenne (AFI: /arˈdɛnne/; in francese Ardennes) è un dipartimento francese della regione Grand Est. Confina a nord e nord-est con il Belgio (province di Hainaut, Namur e Lussemburgo-Luxembourg), a est con il dipartimento della Mosa (Meuse), a sud con la Marna (Marne) e ad ovest con l'Aisne.
Il dipartimento comprende 4 circoscrizioni (arrondissement), 37 cantoni e 463 comuni. Le principali città, oltre al capoluogo Charleville-Mézières, sono Rethel, Sedan, Revin e Vouziers.

## Geografia
Il territorio del dipartimento si presenta come una zona di transizione tra il Bacino parigino a sud-ovest e il massiccio delle Ardenne a nord-nord-est.
Vi si possono distinguere diverse regioni fisiche: la pianura del Champenois (regione storica della Champagne), limitata dalla valle del fiume Aisne, al di là della quale si allunga l'altopiano delle Ardenne, che raggiunge i 320 m di altitudine. Sull'altopiano i fiumi Mosa e Semoy hanno scavato gole scoscese, con strapiombi che arrivano ai 300 m di dislivello. Il punto culminante è rappresentato dalla Croix-Scaille (504 m di altitudine).
La Mosa percorre il dipartimento, con un corso sinuoso e pieno di meandri, ma di scarsa portata, prima in senso est-ovest e poi piegando verso nord. I principali affluenti sono la Semoy e la Chiers (nati nel Belgio). Il Canale delle Ardenne collega la Mosa e l'Aisne. La regione è particolarmente ricca di foreste, con oltre 1500 km² (un terzo della superficie).

## Storia
I ritrovamenti di Roc la Tour e della zona di Mouzon, attestano la presenza umana dal paleolitico al neolitico, tra 40 000 anni fa e gli inizi del IV millennio a.C.
La regione è menzionata (Arduina) da Giulio Cesare, che la riferisce coperta da foreste impenetrabili. Il nome è lo stesso di quello di una dea gallica, di cui ci sono giunte raffigurazioni come Diana cacciatrice cavalcante un cinghiale. In questa regione le tribù degli Eburoni e dei Treveri resistettero accanitamente alle legioni romane e furono sottomessi solo dopo l'eliminazione del capo Induziomaro.
Dopo la caduta dell'Impero romano d'Occidente la regione appartenne ai Franchi, prima con i Merovingi e poi con i Carolingi. Nell'XI secolo il territorio fu sede di numerose abbazie (Bonnefontaine e Signy l'Abbaye), che favorirono grandemente lo sviluppo del territorio, con lo sfruttamento agricolo ottenuto con il disboscamento. A partire dall'XI secolo riprese lo sfruttamento delle cave di ardesia a Fumay, prima per la copertura degli edifici abbaziali e successivamente per l'esportazione e il commercio. Nel XVI e XVII secolo lo sfruttamento si intensificò anche seguendo le vene nel sottosuolo. Si è cercato il carbone (come nel nord della Francia) ma le quantità erano troppo scarse.
La regione era suddivisa in piccoli domini feudali (Rethel, Montcornet, Château-Regnault) con cittadelle. Nel 1521 la figlia di François de Clèves, conte di Rethel, sposò un nobile italiano, Luigi Gonzaga, che fece costruire il castello della Cassine, mentre il figlio, Carlo Gonzaga, fonderà la nuova città di Charleville. Nello stesso periodo la famiglia De La Marck dominava sul principato di Sedan (questa città accoglieva così numerosi protestanti ed ebrei), Robert de la Mark arrivò a sconfiggere gli spagnoli di Carlo V: durante questo conflitto, nel 1521, Mézières subì un interminabile assedio.
Durante la Guerra dei trent'anni si svolse qui, nel 1643, la battaglia di Rocroi, nella quale gli spagnoli vennero sconfitti. Nei secoli successivi questa zona di confine subì con forti conseguenze le invasioni tedesche dell'epoca.
Il dipartimento delle Ardenne fu uno degli originali 83 dipartimenti creati durante la rivoluzione francese il 4 marzo 1790 in base all'Atto del 22 dicembre 1789: esso includeva parti delle province storiche francesi dello Champagne e dell'Argonne, diversi principati come il Principato di Sedan, contee (come Rethel) e altre aree cedute alla Francia dai Paesi Bassi spagnoli nel corso del XVIII secolo.
Il 12 maggio 1793 il dipartimento venne ingrandito con l'annessione del Principato vescovile di Liegi, di Couvin e della contea del Sacro Romano Impero di Fagnolle, e ulteriormente ampliato il 26 ottobre 1795 con una parte del Ducato di Bouillon.
Dopo la vittoria della Settima coalizione nella battaglia di Waterloo il 18 giugno 1815, col secondo trattato di Parigi alla Francia furono sottratti dei territori al dipartimento delle Ardenne per cederle al Regno Unito dei Paesi Bassi: il Ducato di Bouillon, Couvin, Mariembourg, Fagnolle e Philippeville; inoltre, il dipartimento venne occupato dalle truppe prussiane da giugno 1815 a novembre 1818.

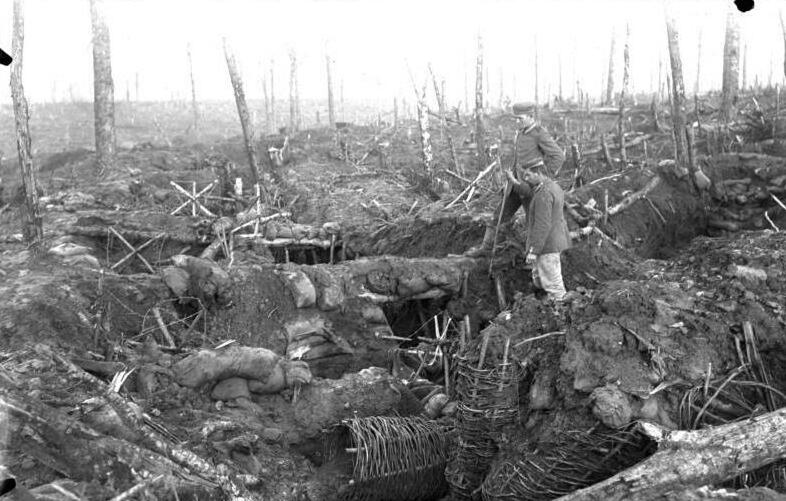
Foresta d'Argonne nell'ottobre 1915 devastata dai bombardamenti.

Il 2 settembre 1870 la città di Sedan fu teatro dell'omonima battaglia in cui l'imperatore Napoleone III capitolò alle truppe prussiane guidate da Helmuth von Moltke; il Re di Prussia Guglielmo I (futuro imperatore del Secondo Reich con il medesimo nome) ed il primo ministro Bismarck osservarono la battaglia dalle colline sopra Sedan: era la fine dell'Impero francese e l'avvento della repubblica.
Durante la prima e seconda guerra mondiale, la regione fu il luogo di passaggio delle truppe nemiche: la Mosa è più facile (e stretta) da attraversare in queste zone di foreste e fu dichiarata "zona di occupazione proibita" alle truppe straniere. Qui c'è stato l'ultimo colpo di fucile sul territorio francese il giorno dell'armistizio, a Vrigne Meuse, l'11 novembre del 1918 alle 11.
Fra i personaggi più illustri nati in questa zona ci sono il celebre poeta francese Arthur Rimbaud, nato a Charleville nel 1854 e morto a Marsiglia nel 1891, e anche il fondatore dell'Università della Sorbona (nato in un paese vicino a Rethel), Robert de Sorbon (il suo nome è quello del villaggio di nascita), che era il confessore del re Luigi IX di Francia.